# Amanoa
Amanoa es un género neotropical de plantas de flores perteneciente a la familia Phyllanthaceae. Consiste en árboles o arbustos nativos de las selvas lluviosas tropicales de Sudamérica y África.

## Especies seleccionadas
- Amanoa almerindae
- Amanoa anomala
- Amanoa boiviniana
- Amanoa bracteosa
- Amanoa caribaea
- Amanoa congesta
- Amanoa cupatensis
- Amanoa glaucophyla
- Amanoa guianensis
- Amanoa muricata
- Amanoa nanayensis
- Amanoa neglecta
- Amanoa oblongifolia
- Amanoa pallida
- Amanoa potamophila
- Amanoa pubescens
- Amanoa steyermarkii
- Amanoa strobilacea

## Sinónimo
- Micropetalum Poit. ex Baill.